# Meineckia leandrii
Meineckia leandrii är en emblikaväxtart som beskrevs av Grady Linder Webster. Meineckia leandrii ingår i släktet Meineckia och familjen emblikaväxter. Inga underarter finns listade i Catalogue of Life.